# Franc Leskošek
Franc Leskošek (nom de guerre Luka; 9 de dezembro de 1897 – 5 de julho de 1983) foi um político iugoslavo e comandante partisan.

## Biografia
Nascido em Celje, Eslovênia, Leskošek trabalhou como serralheiro na juventude. Ele foi convocado para o Exército Austro-Húngaro durante a Primeira Guerra Mundial e lutou principalmente na Frente de Isonzo. Após a guerra, ele retornou à sua cidade natal e tornou-se ativo no movimento sindical e participou de muitas greves.
Leskošek ingressou no Partido Comunista da Iugoslávia (KPJ) em 1926 e tornou-se membro do seu Comitê Central em 1934. Ele foi secretário da Associação dos Metalúrgicos da Eslovênia e presidente da comissão de especialistas dos Sindicatos dos Trabalhadores Unidos da Eslovênia. Durante esse período, ele escondeu com sucesso sua filiação ao KPJ das autoridades iugoslavas.
Em 1935, ele viajou para a União Soviética ao lado de Edvard Kardelj e tornou-se funcionário da Internacional Comunista, sendo nomeado membro do Politburo do KPJ em 1936, em uma conferência realizada em Moscou. Após a nomeação de Josip Broz Tito como secretário-geral do KPJ, Leskošek se tornou um dos principais membros do partido. No quarto congresso do Partido Comunista da Eslovênia, foi eleito primeiro secretário do partido.
Durante as eleições finais na Iugoslávia, ele participou como membro da Oposição Unida. Depois de 1940, ele evitou a prisão ao aposentar o KPJ a tempo. Ele retomou suas atividades ilegais e foi novamente eleito para a liderança do KPJ.

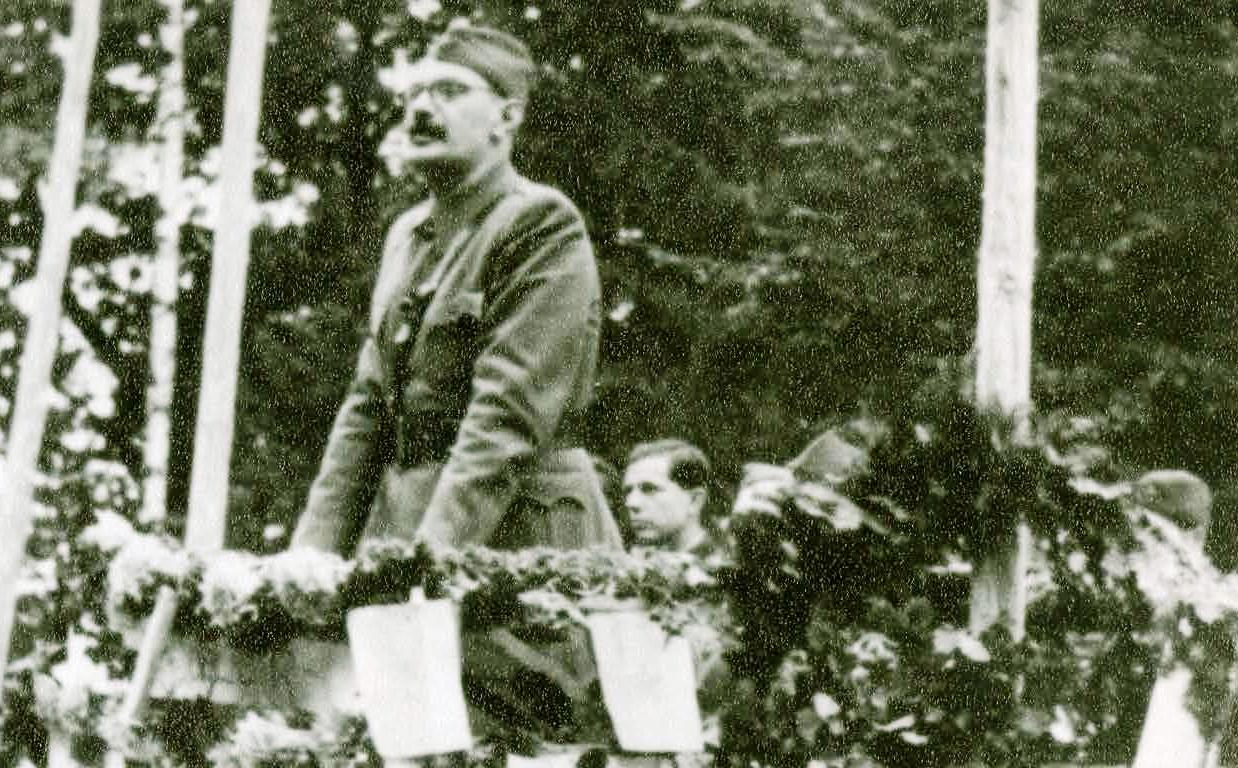
Leskošek discursando durante um comício em Bočna. Outubro de 1944

Após a criação das unidades partisans eslovenas, Leskošek foi nomeado comandante do seu estado-maior principal. Após a guerra e a tomada comunista da Iugoslávia, ele permaneceu como primeiro secretário do KPS até 1945 e também foi presidente da Assembleia dos Delegados da Nação Eslovena. 
Ele foi Ministro da Indústria e Mineração no primeiro governo esloveno. De 1948 a 1951, foi Ministro Federal Iugoslavo da Indústria Pesada. De 1951 a 1953, foi presidente do Conselho para a Industrialização da Eslovênia e, até 1958, foi membro do comitê executivo do Grupo Nacional da República Popular Federal da Iugoslávia (FNRJ). De 1958 a 1963 foi vice-presidente do Grupo Popular da FNRJ e a partir de 1963 foi membro do Conselho da Federação. De 1945 a 1963 foi membro do grupo esloveno e de 1946 a 1953 e de 1958 a 1963 do grupo federal.
Ele foi membro do comitê executivo do Comitê Central da União dos Comunistas da Eslovênia (ÚV SKS) de 1956 a 1966 e depois (1966 a 1968) foi membro da presidência da ÚV SKS. Até 1964 foi membro do Politburo do Comitê Central da Liga dos Comunistas da Iugoslávia (ÚV SKJ) e até 1969 membro da ÚV SKJ. A partir de 1953 foi membro do Departamento Principal da União Socialista dos Trabalhadores (SSRN) da Iugoslávia e a partir de 1967 foi membro da presidência da Conferência Republicana Eslovena da SSRN.
Leskošek morreu em Liubliana em 5 de julho de 1983.